# Offenbüttel
Offenbüttel település Németországban, Schleswig-Holstein tartományban. Lakosainak száma 249 fő (2023. december 31.).

## Népesség
A település népességének változása:
| Lakosok száma | 292  | 268  | 267  | 256  | 252  | 248  | 249  |
|               | 1975 | 2014 | 2017 | 2019 | 2021 | 2022 | 2023 |